# 07th Expansion
07th Expansion là một nhóm dōjin người Nhật chuyên phát triển và sản xuất các visual novel được biết đến với tên sound novel. Ban đầu họ đảm nhận thiết kế các thẻ bài trò chơi cho Leaf Fight, nhưng tác phẩm nổi tiếng nhất của nhóm là dòng dōjin game Higurashi no Naku Koro ni. Sê-ri trò chơi mới nhất của họ là Umineko no Naku Koro ni, tựa đầu tiên được phát hành vào ngày 17 tháng 8 năm 2007.

## Thành viên
- Ryukishi07 (viết kịch bản, thiết kế nhân vật)
- Yatazakura (viết kịch bản, cũng là em trai của Ryukishi07)
- Dai (soạn nhạc)
- BT (giám sát tổng thể, đã mất)

## Tác phẩm
Higurashi no Naku Koro ni (When They Cry)
Onikakushi-hen — 10 tháng 8 năm 2002 (Comiket 62)
Watanagashi-hen — 30 tháng 12 năm 2002 (Comiket 63)
Tatarigoroshi-hen — 15 tháng 8 năm 2003 (Comiket 64)
Himatsubushi-hen — 13 tháng 8 năm 2004 (Comiket 66)
Higurashi no Naku Koro ni Kai (When They Cry 2)
Meakashi-hen — 30 tháng 12 năm 2004 (Comiket 67)
Tsumihoroboshi-hen — 14 tháng 8 năm 2005 (Comiket 68)
Minagoroshi-hen — 30 tháng 12 năm 2005 (Comiket 69)
Matsuribayashi-hen — 13 tháng 8 năm 2006 (Comiket 70)
Higurashi no Naku Koro ni Rei (fandisc) — 31 tháng 12 năm 2006 (Comiket 71)
Umineko no Naku Koro ni (When They Cry 3)
Episode 1: Legend of the Golden Witch — 17 tháng 8 năm 2007 (Comiket 72)
Episode 2: Turn of the Golden Witch — 30 tháng 12 năm 2007 (Comiket 73)
Episode 3: Banquet of the Golden Witch — 16 tháng 8 năm 2008 (Comiket 74)
Episode 4: Alliance of the Golden Witch — 30 tháng 12 năm 2008 (Comiket 75)
Umineko no Naku Koro ni Chiru (When They Cry 4)
Episode 5: End of the Golden Witch — 15 tháng 8 năm 2009 (Comiket 76)
Episode 6: Dawn of the Golden Witch — 30 tháng 12 năm 2009 (Comiket 77)
Episode 7: Requiem of the Golden Witch — 14 tháng 8 năm 2010 (Comiket 78)
Episode 8: Twilight of the Golden Witch — 30 tháng 12 năm 2010 (Comiket 79)
Umineko no Naku Koro ni Tsubasa (fandisc) — 30 tháng 12 năm 2010 (Comiket 79)
Họ cũng tham gia hiệu chỉnh giao diện cho phiên bản Higurashi sản xuất bởi Alchemist: Higurashi no Naku Koro ni Matsuri chơi trên PlayStation 2 và sê-ri Higurashi no Naku Koro ni Kizuna chơi trên Nintendo DS.